# Waalsdorpervlakte

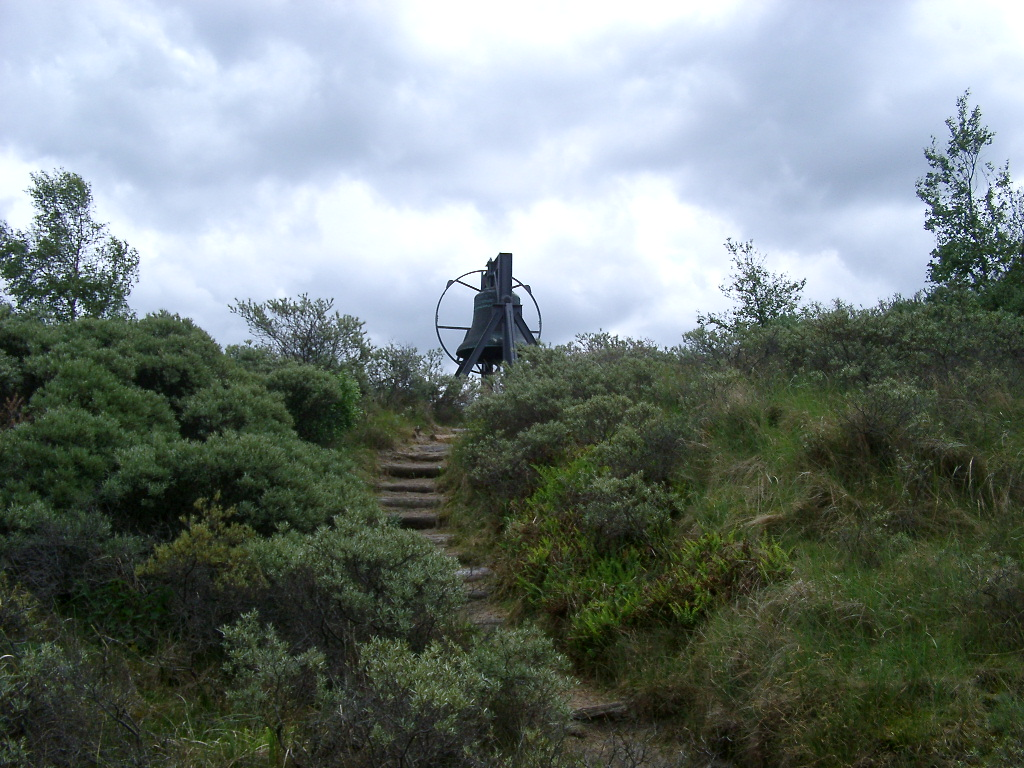
La campana di Waalsdorpervlakte utilizzata durante le commemorazioni

Waalsdorpervlakte è uno spazio aperto nell'area delle dune di Meijendel (L'Aia, Paesi Bassi), dove più di 250 membri della resistenza olandese furono uccisi dai nazisti tedeschi durante la seconda guerra mondiale.

## Storia
Dopo la guerra è diventato il luogo dove vennero fucilati quattro collaborazionisti olandesi e due SS. Tra gli altri, nel 1946 venne fucilato il leader del Movimento Nazional-Socialista dei Paesi Bassi (NSB) e collaborazionista dei tedeschi, Anton Mussert e nel 1949 Hanns Albin Rauter, comandante delle SS nei Paesi Bassi. Nello stesso luogo furono trucidati 38 delle 263 vittime della rappresaglia ordinata da Rauter stesso, in seguito all'attentato da lui subito nel marzo 1945 per mano dei partigiani.
È considerato uno dei luoghi principali dove ogni anno hanno luogo le commemorazioni del 4 maggio, il giorno del ricordo dei morti, per le vittime della seconda guerra mondiale e di tutte le altre guerre. La campana, suonata solo tale giorno, è stata eccezionalmente suonata anche il 23 luglio 2014, durante la giornata di lutto nazionale proclamata nei Paesi Bassi per vittime del disastro aereo del Volo Malaysia Airlines 17 avvenuto 6 giorni prima in Ucraina e nel quale hanno perso la vita 298 persone, di cui 193 cittadini olandesi.